# Prostratus cyclobalanopsidis
Prostratus cyclobalanopsidis — вид грибів, що належить до монотипового роду  Prostratus.